# 355-та піхотна дивізія (Третій Рейх)
355-та піхотна дивізія (Третій Рейх) (нім. 355. Infanterie-Division) — піхотна дивізія Вермахту, що входила до складу німецьких сухопутних військ у роки Другої світової війни.

## Історія з'єднання
355-та піхотна дивізія розпочала своє формування на підставі наказу від 10 лютого 1943 року про підготовку до формування дивізії «Брунґільда» (згодом 355-та дивізія). Формування мало бути завершене до 20 лютого 1943 року. Розгортання здійснювалося шляхом передачі по одній роті з кожного батальйону 157-ї (Гренобль), 165-ї (Безансон) і 182-ї резервних дивізій вермахту (Нансі), на базі яких були сформовані три гренадерські полки по 2 батальйони в кожному (тільки 866-й гренадерський полк мав III. батальйон). Штаб 165-ї резервної дивізії в Епіналі виконував функції дивізійного штабу.
Спочатку 355-ту дивізію планувалося розгорнути для заміни власних військ, які створювалися на території окупованої Франції через побоювань ймовірної висадки морського десанту союзників в Іспанії/Португалії (операція «Гізела»). Щоб уникнути непотрібного скупчення німецьких військ у передгір'ях Піренеїв, дивізійні частини спочатку залишилися у своїх попередніх регіонах з подальшим доукомплектуванням і навчанням. Фактичне розгортання 355-ї піхотної дивізії завершилося 1 травня 1943 року, а наказ про її введення до складу Сухопутних військ відбулося 18 травня. 1 травня штаб дивізії переїхав до Арля, а до 18 травня дивізійні частини на півдні Франції також були зосереджені в районі Каркассонна і Нарбонна.
15 травня 1943 року командування дивізії отримало наказ про передислокацію з'єднання на Східний фронт у розпорядження групи армій «A» до Криму. На початку червня завершилося прибуття понад 30 ешелонів з особовим складом та технікою дивізії до Криму. 355-та піхотна дивізія була розгорнута для оборони узбережжя, розмістивши командний пункт у Феодосійській фортеці, де згодом її підпорядкували XXXXII армійському корпусу у складі 8-ї армії. У цій частині півострову продовжувався процес доукомплектування та нарощування спроможностей дивізії.
3 серпня, після початку великої наступальної операції Червоної армії «Рум'янцев» 355-ту дивізію перекинули з Криму через Полтаву на ділянку фронту південніше Харкова. Дивізія брала участь у боях Четвертої битві за Харків, після чого була приєднана до LII корпусу 1-ї танкової армії і діяла на запорізькому напрямку.
У вересні 1943 року дивізія зазнала важких втрат у боях під Мерефою і була офіційно розформована 2 листопада 1943 року та передана під командування 1-ї танкової армії. Залишки дивізії, які в останні тижні були приєднані до 161-ї піхотної дивізії як зведена оперативна група, сформували різні нові елементи для інших формувань: штаб 355-ї дивізійної групи (сформованої 24 листопада 1943 року з особового складу 866-го полку), 866-ту полкову групу і I./335 дивізіон 341-го артилерійського полку корпусної групи «А». Особовий склад колишньої 355-ї піхотної дивізії разом з особовим складом загону «панцер'єгерів», саперних батальйонів та різних підрозділів забезпечення був переведений назад до окупованої німцями Франції, де 21 січня 1944 року був використаний для формування 77-ї піхотної дивізії.

## Райони бойових дій
- Франція (лютий — травень 1943)
- СРСР (південний напрямок) (травень — листопад 1943)

## Командування

### Командири
- генерал-лейтенант Дітріх Крайсс (10 лютого — 2 листопада 1943)

### Підпорядкованість
| Час        | Корпус         | Армія          | Група армій (округ)   | Штаб               |
| ---------- | -------------- | -------------- | --------------------- | ------------------ |
| 1943       |                |                |                       |                    |
| 17 лютого  | LXIV рез.к     |                | Група армій «D»       | Центральна Франція |
| 1 травня   | АГр «Фельбер»  | передислокація | передислокація        | Південна Франція   |
| 20 травня  | окупація Криму | окупація Криму | Група армій «A»       | Крим               |
| 14 серпня  | XXIV тк        | АГр «Кемпф»    | Група армій «Південь» | Полтава            |
| 16 серпня  | XXXXII ак      | 8 А            | Група армій «Південь» | Зміїв              |
| 11 вересня | LII тк         | 8 А            | Група армій «Південь» | Зміїв              |
| 16 вересня | LII тк         | 1 ТА           | Група армій «Південь» | Мерефа             |
| 30 вересня | LII тк         | 1 ТА           | Група армій «Південь» | Верхньодніпровськ  |
| 22 жовтня  | LII тк         | 1 ТА           | Група армій «Південь» | Верхньодніпровськ  |

### Склад
| 1943                                   |
| -------------------------------------- |
| 866-й гренадерський полк               |
| 867-й гренадерський полк               |
| 868-й гренадерський полк               |
| 355-й артилерійський полк              |
| 355-й протитанковий дивізіон           |
| 355-й інженерний батальйон             |
| 355-й запасний батальйон               |
| 355-й дивізійний батальйон зв'язку     |
| 355-те дивізійне управління постачання |